# Mera 203B

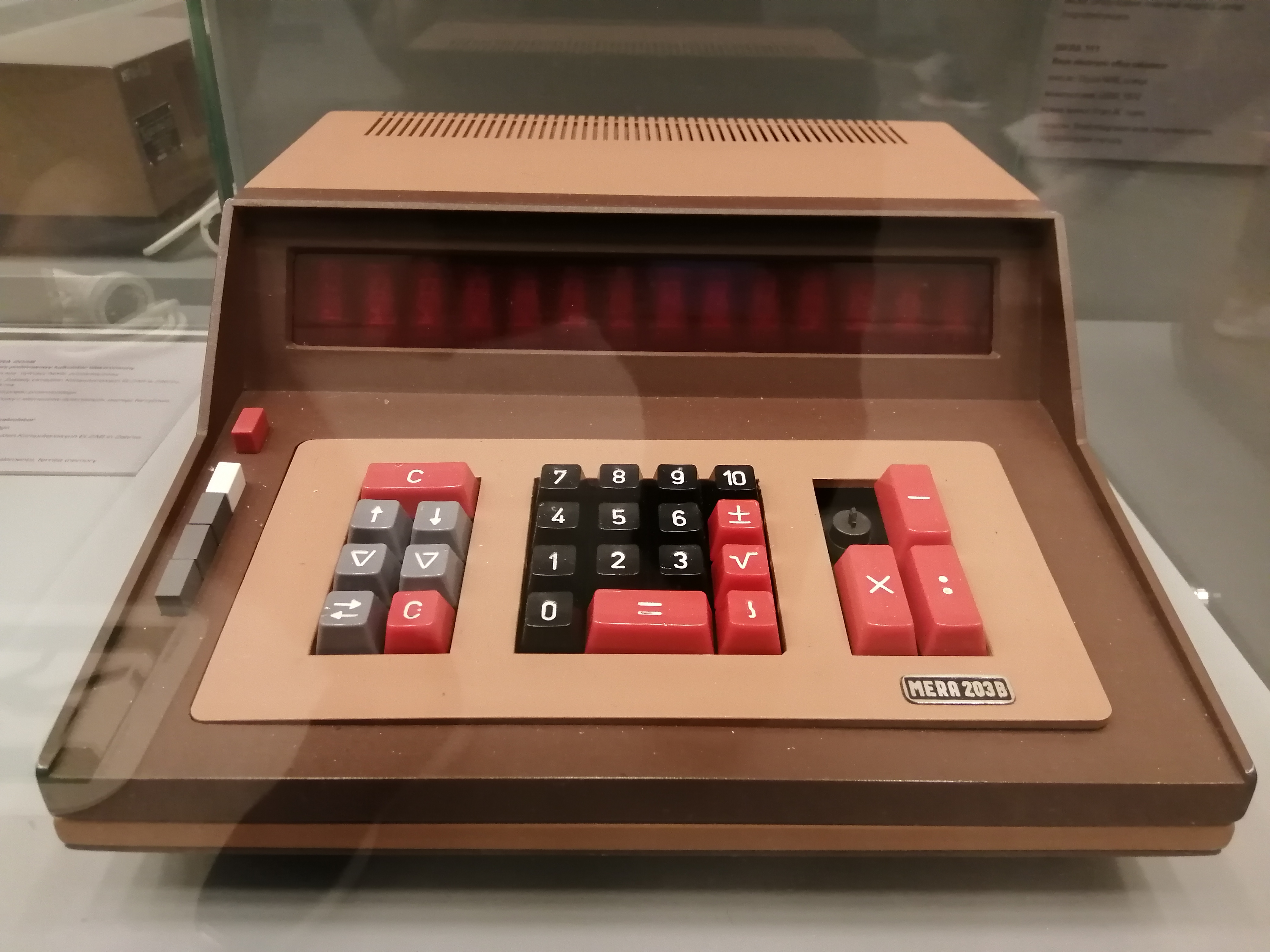
Mera 203B

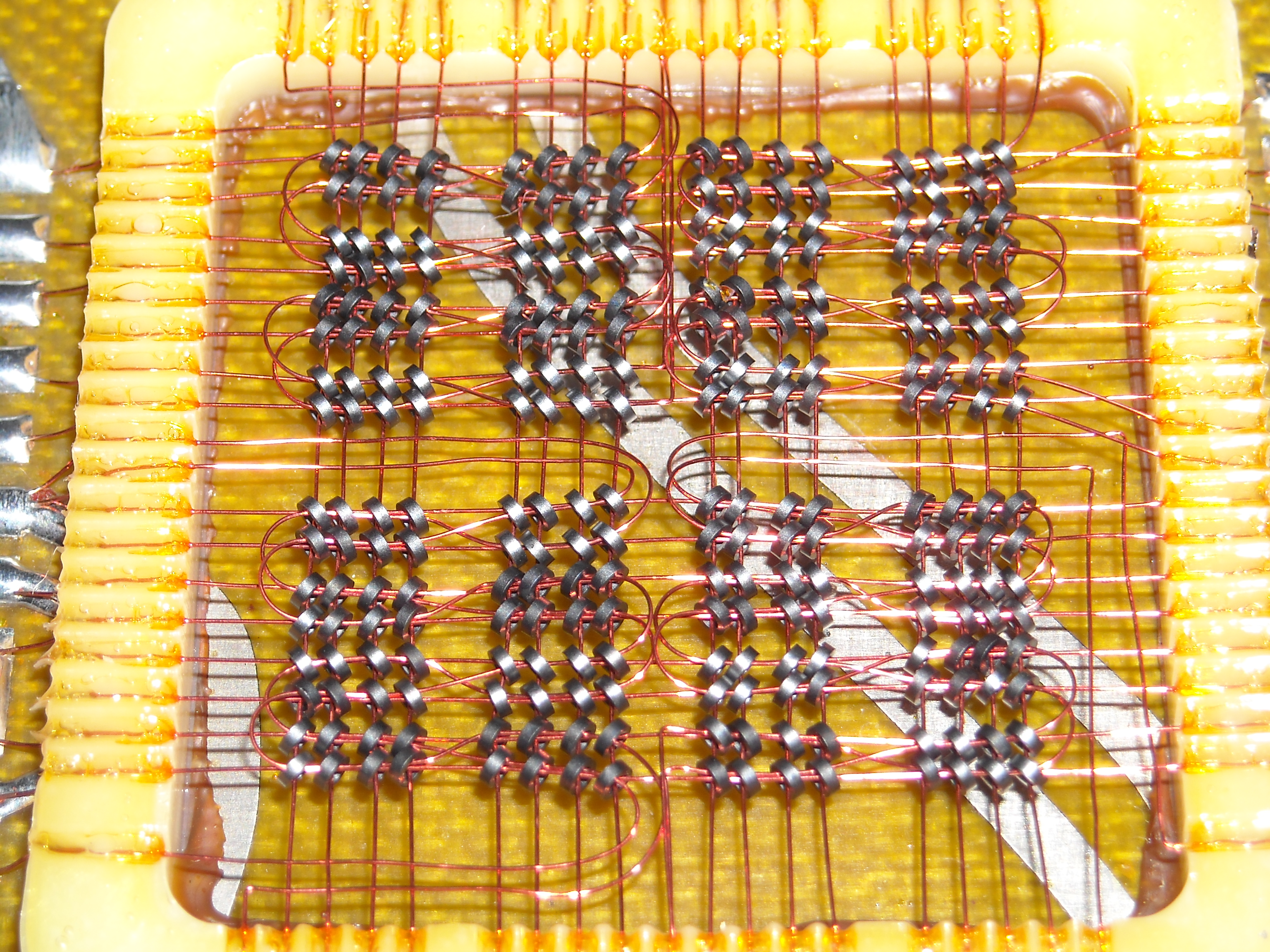
Pamięć ferrytowa kalkulatora Mera 203B

Mera 203B – polski biurowy kalkulator elektroniczny, produkowany od 1975 w Zakładach Urządzeń Komputerowych „ELZAB” w Zabrzu. Jeden z pierwszych polskich kalkulatorów do obliczeń naukowo-technicznych.
Miał układ tranzystorowy z elementów dyskretnych, pamięć ferrytową, świecący na pomarańczowo wyświetlacz cyfrowy NIXIE. Zasilany był z sieci prądu przemiennego.
Miał możliwość wykonywania czterech podstawowych działań, obliczanie pierwiastka kwadratowego, klawisz zmiany znaku +/−, 3 rejestry (pamięci). Istniała możliwość podłączenia czytnika taśmy dziurkowanej i automatyczne wykonywanie obliczeń na niej zapisanych. Masa – 5,5 kg.